# 贋作

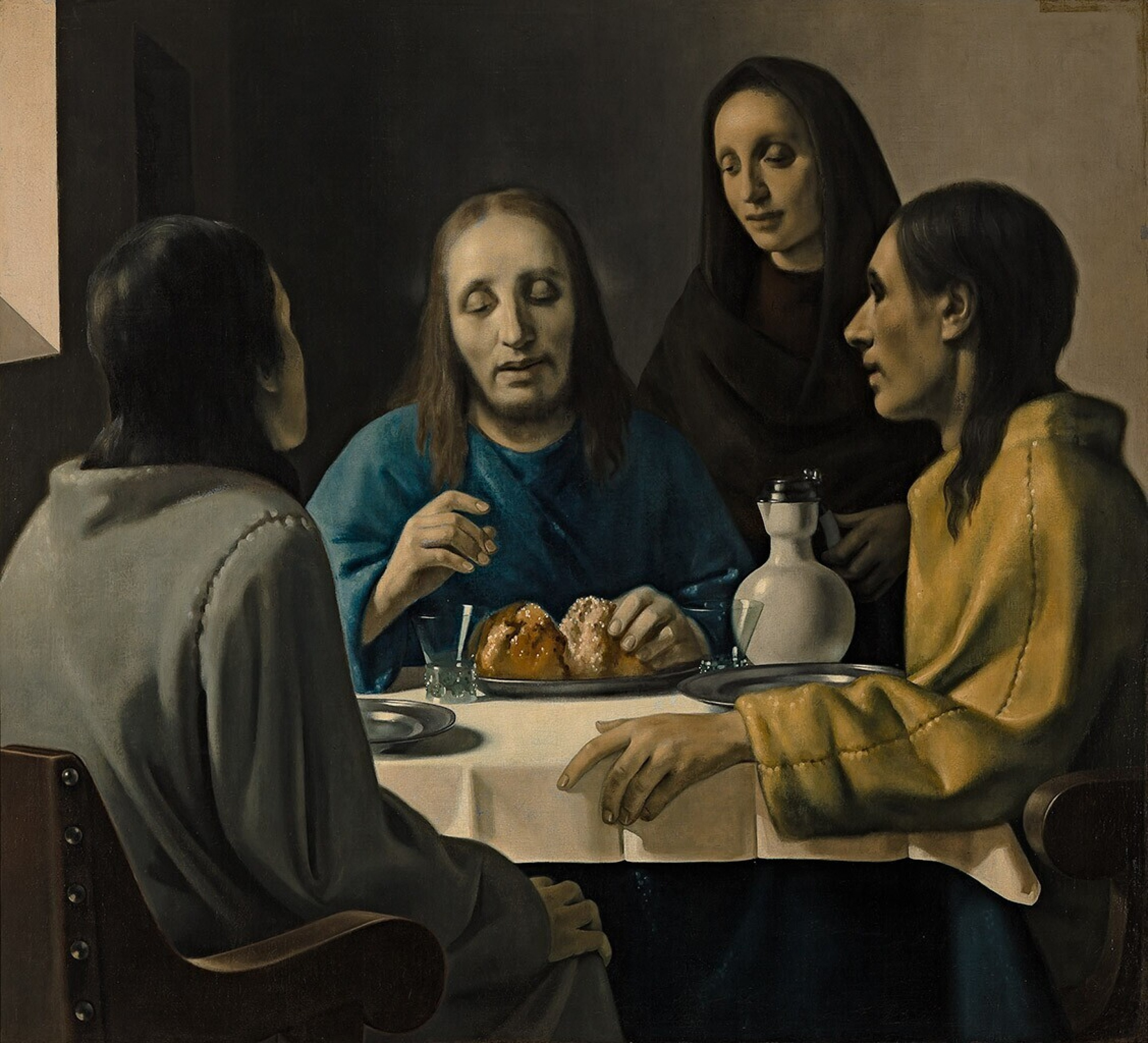
贋作者ハン・ファン・メーヘレンが作成したフェルメールの『エマオの晩餐』、1937年作

贋作（がんさく、Forgery）とは、オリジナルとは別の作者によって模写・模作され、作者の名を騙って流通する絵画、彫刻、書などの芸術作品や工芸品。またはその作成行為のこと。音楽の分野では主に偽作（ぎさく）と称される。これに対して本物の作品のことを「真作」（しんさく）と称する。
贋作を作成する人物は贋作師と呼ばれる。

## 概説
一般的に美術品や工芸品に使用される。別人が著者や由来を騙って記した書物の場合は偽書とも言う。また、偽造紙幣（偽札）や偽造貨幣などは、贋作とは呼ばれない。
贋作の歴史は古く、ストックホルム博物館が所蔵する古代エジプトのパピルスには、ガラスから宝石を作り出す方法が書かれた文章がある。また古代ローマの詩人ホラティウスなども『風刺詩』で贋作について言及したことがある。ドイツの画家アルブレヒト・デューラーは15世紀から16世紀にかけて贋作が多く出回り、当局がデューラーのサインを真似ることを禁じた。
贋作の作成の目的は金銭、信念、権威付け、名誉、技術の追求、愉快犯などが挙げられる。また広義では、名声を貶めるためのものも贋作に含められる。
著作権が切れた作品を模造すること自体は違法ではない。絵画では歴史的な作品を手で模写した複製画が販売されている。中国では複製画の制作が産業化しており、油絵の複製業者が集積した大芬村は観光地化している。中国ではこのような産業として複製画の制作に携わる画家を「画工」と呼んでいる。陶磁器や刀剣では過去の名品を複製した物は「写物」「写し」と呼ばれる。
芸術において練習のために歴史的な名作を模倣することは一般的である。また、偽る意図のない模写・複製・レプリカなども、一般には問題視されない。模造品を真作と偽ると違法となる。
贋作が判明すれば販売した側は回収・返金を求められたり、刑事的処罰（日本においては著作権法違反）の対象になったりすることもある。贋作者は裁判などでは「模写をしただけ」などの主張をする事が多く、単純な模写と専門技術を使った贋作との差が裁判の際には問題となることもある。
贋作師には高い技能が要求されるため、レベルの高いオリジナル作品を制作することも可能である。多くの画家の贋作を描いたウォルフガング・ベルトラッキは、その画家の画風で描いたオリジナル作品を発表している。一方で模倣のための練習で自身の作風を失う者や、行動に疑問を感じ創作意欲を失う者もいる。
贋作師が贋作を作られるというケースもある。幕末から明治にかけての日本刀贋作師である三品広房は、末備前を中心に「桑名打ち」という古刀の贋作の数打物を作っていた時期もあったが、数打物にもかかわらず、斬れ味はむしろオリジナルの名刀を超えていたこともあるという達人だった。贋作ではなく、広房と本名を名乗り模写として村正写しを製作した場合には、真の村正にも決して劣らぬ出色の出来だったという。広房は贋作や写しではなく自分の銘でも秀作を多く打ったが、幕末の一般的な刀工のレベルを逸脱した優れた鍛冶師だったので、自身が贋作の対象とされ、現代刀に広房の偽銘を切った贋作も出回っている。広房は明治初期に贋作の製作をやめ、その後の広房派は桑名を代表する名工の一派に数えられていて、子孫もまた優秀な刃物を作り、2017年時点も六代広房が桑名市で包丁などの製作を続けている。

## 贋作鑑定
鑑定方法も多岐に及ぶ。基本的なものとして
- 関連文書による鑑定
- 作者別鑑定（同一作者の他物品と比較する方法）
- 拡大鏡による視覚鑑定（絵画の場合なら筆のタッチなど）
- 様式鑑定（ルネサンス時代ならルネサンス様式を守っているかどうか、など）
- 用途鑑定（例えば、古代の本に手による汚れが付いていない事はありえない）
- 技術鑑定（その時代にはない道具や素材を使われた痕がないかなど）[4]
- 科学鑑定
  - 放射性炭素年代測定法
  - 熱ルミネセンス年代測定法
  - 紫外線
  - X線撮影
  - 放射線写真撮影法

などが挙げられる。このほか、物品によっては味見・嗅覚による鑑定などもある。
これらの調査で、当時使用されていない顔料の検出などが行われる。
科学鑑定は時間と予算がかかるため、収集家には好まれていない。アメリカ合衆国で行われた複数の科学鑑定の結果、鑑定だけにかかった金額が7,500ドルに達した例がある。またメトロポリタン美術館の絵画修復主任を務めたヒューバート・ヴォン・ゾンネンバーグは、科学的検査はかなり欠陥のある鑑定方法だとしている。
鑑定に見破られないために贋作師も古い技法を習得したり当時の絵具を集めるなど、工夫を凝らしている。
将来作られるかも知れない贋作と区別するため、剥がすと壊れる構造のICタグやブロックチェーン技術が導入されている。

## 有名な贋作家
- ジャン・ジャコモ・カプロッティ（レオナルド・ダ・ヴィンチの弟子）
- エルミア・デ・ホーリー
- エミール・シェフネッケル
- ジョン・マイアット
- 張大千
- 三品広房
- ウォルフガング・ベルトラッキ[4]
- ジュリアーノ・ルフィニ（英語版）
- ジョバンニ・バスティアニーニ（英語版）
- アルチェオ・ドッセナ（英語版）
- トム・キーティング（英語版）
- マーク・ランディス（英語版）
- トマス・ジェームズ・ワイズ（英語版）
- ロバート・スプリング（英語版）
- ジョゼフ・コージー（英語版）
- ヘンリー・ウッドハウス（英語版）
- チャールズ・ワイズバーグ（英語版）
- マーク・ホフマン（英語版）
- 滝川太郎[14][15]。

### 西洋絵画専門
- ハン・ファン・メーヘレン - フランス・ハルス、ピーテル・デ・ホーホ、フェルメール作品を偽造。
- ギィ・リブ（フランス語版） - ピカソ、マチス、シャガール、フジタ、テニールス、ゲインズバラ、ルーベンス派などジャンルの幅が広い[16]。逮捕された2005年以降、贋作をやめて自分の作品に取り組むようになった。2012年に公開された映画『ルノワール 陽だまりの裸婦』の絵画制作、技術指導を行った[17][18]。
- エリック・ヘボン
- ジョン・マイアット

#### 印象派
- ジョン・マイアット - 1999年に有罪判決。その後は、自分の作品を「本物の贋作」として販売している。クロード・モネやフィンセント・ファン・ゴッホなどを模倣した。

#### 彫刻
ミケランジェロは古代ローマ彫刻を偽造して生計を立てていた。
古代と中世の彫刻偽造は、アルセオ・ドッセナが著名。

## ジャンルごとの偽造事情

### 西洋芸術
ARTnewsによると、最も偽造されたアーティスト10人は次の通りである。以下、アルファベット順。
1. ジョルジョ・デ・キリコ
2. ジャン＝バティスト・カミーユ・コロー ‐ 困窮した友人や弟子の作品に自前のサインを入れるだけでなく、模倣作品も許容したため約4万点の作品が出回っている[20]。
3. サルバドール・ダリ
4. オノレ・ドーミエ
5. フィンセント・ファン・ゴッホ ‐ 画商オットー・ヴァッカーの事件が著名。
6. カジミール・マレーヴィチ
7. アメデオ・モディリアーニ
8. フレデリック・レミントン
9. オーギュスト・ロダン
10. モーリス・ユトリロ

### 音楽
音楽の場合、無名の作曲家が高名な作曲家の名を騙り作品を発表することは古くより行われてきた。バッハの「管弦楽組曲第5番」（管弦楽組曲 ト短調 BWV 1070）やシチリアーノで知られるフルート・ソナタ（BWV1031）が有名である。一方で、高名な演奏家が自作を演奏する際に無名の作曲家の名を騙ることもあり、これはフリッツ・クライスラーが非常に有名である。そのほか、カペー四重奏団のヴィオリストであったアンリ・カサドシュが発表した「ヘンデルのヴィオラ協奏曲」や「ヨハン・クリスティアン・バッハのヴィオラ協奏曲」も現在ではカサドシュによる偽作であるとみなされている。
日本では、佐村河内守が別人に依頼して作曲していたことが発覚して問題となった。

### 偽版画
版画では、2021年に画家本人または著作権継承者がエディションナンバーと署名を記載することで、複製原画（エスタンプ）として完成する作品の偽造事件が起きている。平山郁夫、東山魁夷、片岡球子などが偽造された。

### 陶芸
18世紀ごろの中国や日本製陶器を真似た陶器を作る専門の贋作工房エドメ・サンソンがある。
尾形乾山の作品は、昭和37年以降に真贋論争事件が発生した。論争は決着しないまま話題に上らなくなり、美術界ではタブー視されている。

### 刀剣
「虎徹を見たら偽物と思え」と言われる。

## 事件
- 三越事件
- 春峯庵事件
- 永仁の壺事件
- 美術商フェルナン・ルグロが画家のエルミア・デ・ホーリーと共に贋作販売事件ルグロ事件を起こしている。

## 関連作品
- 開運!なんでも鑑定団 - テレビ番組。真作か贋作・模作かもポイントとなる。
- ゼロ THE MAN OF THE CREATION - 天才贋作者を主人公に置いた漫画作品。
- ギャラリーフェイク - 表向き贋作専門のギャラリーを経営する美術商を主人公とした漫画作品。

### 著名な贋作

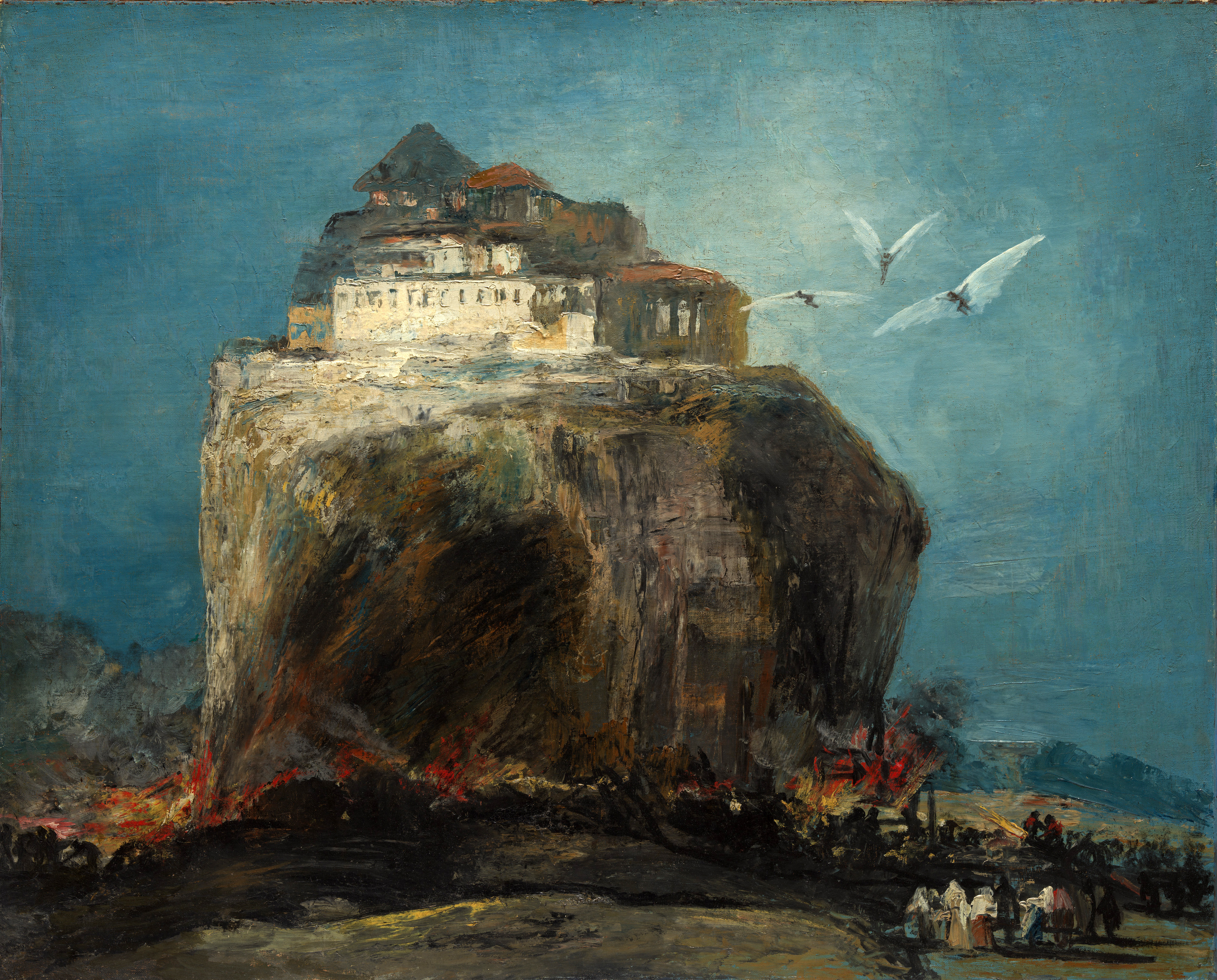
ゴヤの作品とされたエウヘニオ・ルーカス・ベラスケスの贋作。

- en:Etruscan terracotta warriors
- en:Flower portrait
- 眠るキューピッド (ミケランジェロ)（英語版） ‐ 21歳のミケランジェロが作った古代の作品のようにした贋作。